# Bozsaly
Bozsaly (Bogei), település Romániában, a Partiumban, Bihar megyében.

## Fekvése
A Réz-hegység alatt, a Bisztra-patak mellett, Margittától délre, Tóti mellett fekvő település.

## Története
Bozsaly nevét 1406-ban említette először oklevél p. walachalis Bozay néven.
1438-ban Bosay, 1808-ban Bosály ~ Bosaj ~ Bozsaj, Bosej, 1913-ban Bozsaly néven írták.
1438-ban Bozsaly a kusalyi Jakcs család birtokai közé tartozott. Későbbi földesurai a Bozsalyi, Fráter és a Szénássy családok voltak.
1870-ben a falu egy részét árvíz pusztította el.
A trianoni békeszerződés előtt Bihar vármegye Margittai járásához tartozott.
1910-ben 508 lakosából 8 magyar, 29 német, 447 román volt. Ebből 78 görögkatolikus, 386 görögkeleti ortodox, 29 izraelita volt.
2002-ben 1428 lakosából 769 román, 12 magyar, 639 cigány volt.

## Nevezetességek
- Görög keleti temploma - 1899-ben épült.